# Mięsień półścięgnisty

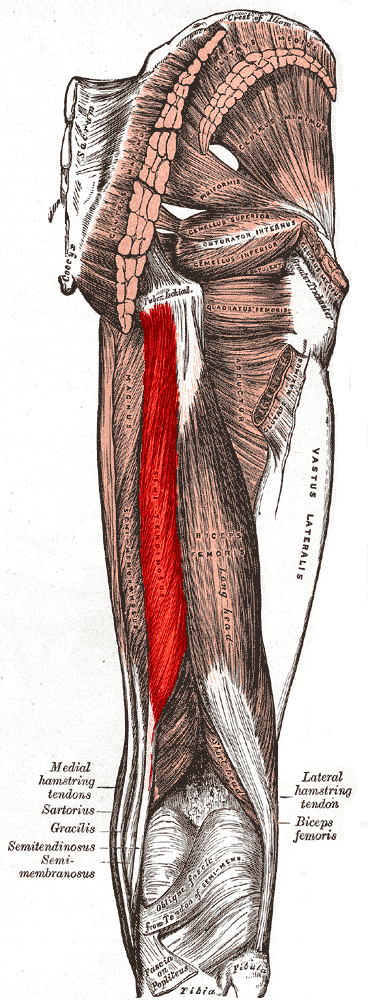
Mięśnie okolicy pośladkowej oraz tylnej udowej człowieka. Mięsień półścięgnisty zaznaczony w lewej dolnej części.

Mięsień półścięgnisty (łac. musculus semitendinosus) – mięsień kończyny miednicznej czworonogów, występujący m.in. u płazów i ssaków.
Mięsień ten rozpoczyna się u drapieżnych i przeżuwaczy głową kulszową na guzie kulszowym. U konia i świni ma początek dodatkowo na kości krzyżowej oraz wyrostkach kolczystych i poprzecznych początkowych kręgów ogonowych głową kręgową. Niżej, na wysokości stawu kolanowego, mięsień ten zmienia się w słabe ścięgno zakończone na przyśrodkowej części grzebienia kości piszczelowej. Dodatkowo z mięśnia wychodzi pasmo piętowe kończące się na guzie piętowym. Pomiędzy mięśniem półścięgnistym a guzem kulszowym znajdować się może kaletka kulszowa mięśnia półścięgnistego, a pomiędzy jego ścięgnem a proksymalnym końcem kości piszczelowej – kaletka podścięgnowa mięśnia półścięgnistego.
U człowieka jest długim, wysmukłym, wrzecionowatym mięśniem kończyny dolnej należącym do grupy tylnej mięśni uda. Jego przyczepem początkowym jest tylna powierzchnia guza kulszowego. Mniej więcej w połowie uda włókna mięśniowe przechodzą w długie, cienkie ścięgno kończące się na kości piszczelowej przyśrodkowo i poniżej guzowatości piszczeli. W tym miejscu łączy się ze ścięgnami mięśnia krawieckiego i mięśnia smukłego, z którymi wspólnie, łącząc się z powięzią goleni, tworzy płytkę ścięgnistą zwaną gęsią stopą ścięgnistą.
Mięsień ten w fazie kończyny podporowej odpowiedzialny jest za prostowanie stawu biodrowego, kolanowego i stępu, a gdy kończyna zwisa za zginanie stawu kolanowego. U człowieka mięsień ten zgina staw kolanowy, skręca podudzie do wewnątrz, a w stawie biodrowym jest prostownikiem.
U świni i konia za unerwienie głowy kręgowej odpowiada nerw pośladkowy doogonowy a, u konia, jeszcze gałąź mięśniowa nerwu skórnego doogonowego uda. Głowa kulszowa zaopatrywana jest przez nerw piszczelowy. U człowieka unaczyniony jest przez tętnice przeszywające (od tętnicy głębokiej uda), a unerwiony przez nerw piszczelowy.